# Kanton Soissons-1

Gemeinden des Kantons

Der Kanton Soissons-1 ist ein französischer Wahlkreis im Département Aisne in der Region Hauts-de-France. Er umfasst 15 Gemeinden im Soissons. Durch die landesweite Neuordnung der französischen Kantone wurde er 2015 neu geschaffen.

## Gemeinden
Der Kanton besteht aus 15 Gemeinden und Gemeindeteilen mit insgesamt 23.170 Einwohnern (Stand: 1. Januar 2022) auf einer Gesamtfläche von 89,79 km²:
| Gemeinde                 | Einwohner 1. Januar 2022 | Fläche km² | Dichte Einw./km² | Code INSEE | Postleitzahl |
| ------------------------ | ------------------------ | ---------- | ---------------- | ---------- | ------------ |
| Bagneux                  | 62                       | 2,21       | 28               | 02043      | 02290        |
| Chavigny                 | 159                      | 5,28       | 30               | 02175      | 02880        |
| Crouy                    | 3.041                    | 10,38      | 293              | 02243      | 02880        |
| Cuffies                  | 1.760                    | 5,02       | 351              | 02245      | 02880        |
| Cuisy-en-Almont          | 358                      | 9,17       | 39               | 02253      | 02200        |
| Juvigny                  | 286                      | 13,85      | 21               | 02398      | 02880        |
| Leury                    | 102                      | 3,69       | 28               | 02424      | 02880        |
| Osly-Courtil             | 325                      | 5,23       | 62               | 02576      | 02290        |
| Pasly                    | 1.061                    | 3,02       | 351              | 02593      | 02200        |
| Pommiers                 | 738                      | 6,69       | 110              | 02610      | 02200        |
| Soissons                 | 10.945                   | 5,96       | 1.836            | 02722      | 02200        |
| Vauxrezis                | 325                      | 6,54       | 50               | 02767      | 02200        |
| Venizel                  | 1.333                    | 3,71       | 359              | 02780      | 02200        |
| Villeneuve-Saint-Germain | 2.585                    | 4,54       | 569              | 02805      | 02200        |
| Vregny                   | 90                       | 4,50       | 20               | 02828      | 02880        |
| Kanton Soissons-1        | 23.170                   | 89,79      | 258              | 0216       | –            |

1. ↑   Nur der nördliche Teil der Gemeinde, der Rest gehört zum Kanton Soissons-2.

## Politik
| Vertreter im Départementsrat | Vertreter im Départementsrat        | Vertreter im Départementsrat |
| Amtszeit                     | Namen                               | Partei                       |
| ---------------------------- | ----------------------------------- | ---------------------------- |
| 2015–2021                    | Françoise Champenois Pascal Tordeux | UDI                          |
| 2021–                        | Françoise Champenois Pascal Tordeux | UDI LREM                     |